# Београдска берза
Београдска берза је мешовита берза са седиштем у Омладинских бригада 1, у Београду, Србија. Успостављена је као акционарско друштво, чији су оснивачи били тадашња Савезна Република Југославија, Србија, и педесетак банака и осигуравајућих друштава.
Првобитно је основана још 21. новембра 1894. године, али су прве трансакције обављене тек у јануару 1895. Припреме за отварање београдске берзе трајале су дуго. Закон о јавним берзама донет је 3. новембра 1886. године, а сама берза основана је 1894. године на иницијативу Српског трговачког удружења, а почела је са радом 2. (14.) јануара 1895. године, на спрату хотела "Босна" у Савамали. На овој берзи трговало се девизама, акцијама, обвезницама и робом. Била је то прва берза у југословенским крајевима. Послови су се склапали и промптно и термински.

## Историја

### Почетак рада
Због економске заосталости наших крајева и усмерености трговине пољопривредним производима на стране земље, првенствено на Пешту, Беч и Штајнбрух, дуго се није осећала потреба за отварањем берзи, као посредничких трговачких институција. У Србији је ситан сеоски посед, праћен скромним тржишним вишковима, био додатна сметња за појаву берзи. И поред тога, водећи београдски трговци су средином XIX века предлагали кнезу да оснује берзу, што би олакшало и убрзало трговински промет и потпомогло економски напредак Србије.
Пословање је до Првог светског рата било доста слабо. Трговало се готово искључиво страним новцем, посебно наполеондорима и аустроугарским крунама. Значајну препреку напретку послова представљало је наглашено опорезивање мењачких радњи и високо таксирање берзанских закључака, пошто је многима сметао шпекулативни карактер берзе. Пољопривредним производима мало се пословало, већ је настављена стара традиција непосредног трговања између ситних србијанских и крупних аустроугарских трговаца. На берзи су се почетком XX века котирале акције 140 новчаних завода и 40 предузећа, али је промет акција био скроман, пошто је финансијски капитал био слабо развијен у тадашњој Србији. Нешто се живље трговало државним обвезницама, као сигурнијим вредносним хартијама.

### Први светски рат
Берза је имала прекид у раду у периоду од 1914. до 1919. године. Пословање берзе обновљено је после Првог светског рата.
Београдска берза је и даље највише пословала са девизама и, током тридесетих година, са клириншким дознакама, а нешто мање државним обвезницама, за које је била најважнији центар у Краљевини Југославији. Посебно жива трговина девизама одвијала се непосредно после рата, у време инфлације и шпекулација са вредношћу динара. У периоду између два светска рата, израсла је у снажан финансијски центар у овом делу Европе.

### Велика економска криза
Берзански промет показивао је пораст до избијања велике економске кризе и највишу вредност достигао је 1928. године. Затим је битно смањен услед кризе, али и промене прописа: држава је преузела у своје руке извоз значајног дела пољопривреде (ПРИЗАД) и установила режим девизне контроле.
У време велике кризе трговина је битно опала. Најважнија обвезница је била обвезница ратне штете, која је изазвала знатне шпекулације током тридесетих година, а њој по значају следе обвезнице из аграрне реформе. Трговање акцијама било је врло скромно (котирале су се акције 32 предузећа), као и на осталим југословенским берзама. Несташица капитала и високе каматне стопе отежавале су берзанско пословање ефектима. Од роба, на београдској берзи трговано је пшеницом, кукурузом, овсом, ражи, јечмом, пасуљем, сувим шљивама, орасима и млинарским производима, али је претежан део тржишних вишкова и даље прометан директним трансакцијама између страних трговаца и домаћих накупаца.
После Првог светског рата отворене су у организацији страних увозника још две робне берзе за пољопривредне производе: у Новом Саду (1921) и Сомбору (1925), од којих је новосадска била далеко значајнија са прометом од око 20 хиљада вагона годишње.

### После Другог светског рата
После Другог светског рата и успостављања комунистичког поретка угашене су београдска и сомборска берза, док је новосадска наставила са радом по знатно измењеним правилима. Последње трансакције закључене су у априлу 1941. године. Формално, Београдска берза престаје са радом 1953. године, као непотребна институција.

### Привредне реформе
Београдска берза је поново основана 1989. године, у време почетка привредних реформи, првобитно као Југословенско тржиште капитала, оснивањем од стране највећих југословенских банака. Југословенско тржиште капитала 1992. године мења име у Београдску берзу настављајући традицију некадашње.
Њен рад током 1990-их година је био ограничен на краткорочне позајмице новца, краткорочне дужничке инструменте предузећа (обвезнице и слично) и, повремено, пласман државних обвезница невеликих вредности. Акцијама се није трговало, као ни робом и девизама. Тек је по променама модела приватизације из 2001. године почела трговина, и то првенствено акцијама предузећа која су приватизована по закону о приватизацији из 1997. године. Ипак, током следећих година промет акција преко Београдске берзе није био велик, јер се већи део промета обавља ванберзанским путем, углавном кроз преузимање фирми.

### Данас
Током 2003. и 2004. године урађена су значајна унапређења на пољу развоја BELEX система за трговање, уведено је континуирано и даљинско трговање и интензивирана је међународна сарадња са другим развијеним берзама и берзама у окружењу. Први индекс Београдске берзе BELEXfm објављен је крајем 2004. године, а до данас се наставља са развојем других берзанских показатеља. У току 2005. године акценат је стављен на унапређење процеса информисања и извештавања са Берзе, а у рад су пуштени и први информациони сервиси за дистрибуцију података из трговања у реалном времену. У току 2006. године отпочео је и процес едукације најшире јавности, као и унапређење сарадње са издаваоцима хартија од вредности, што је у априлу 2007. године довело и до првог листирања акција.
Почев од 2008. године Београдска берза учествује у организацији Roadshow конференција за домаћа предузећа, а акције српских компанија укључене су у све већи број индекса међународних агенција који покривају регионално тржиште капитала. У првој половини 2008. године у рад је пуштен BELEXFIX информациони систем, заснован на FIX протоколу, а крајем исте године један од чланова Београдске берзе постао је први маркет мејкер на домаћем тржишту капитала. Почетком 2010. године унапређење трговачког система реализовано је кроз BELEXFIX API модул, којим се члановима Берзе омогућава коришћење сопствених апликација за трговање, а тиме и већа ликвидност и квалитет тржишта. Средином 2010. године у трговање на Београдској берзи укључене су и прве акције јавних предузећа Србије, чиме је домаће тржиште капитала стигло у центар пажње најшире јавности. Даља унапређења у области односа са инвеститорима и транспарентности пословања домаћих компанија реализована су крајем 2010. године, кроз доделу прве награде за најбољи IR једној од листираних компанија у оквиру Међународне конференције Берзе, као и одржавањем Дана листираних компанија, у оквиру којих се представници листираних компанија сусрећу са домаћим и страним инвеститорима, почев од 2011. године.

## Најзначајнији догађаји у новијој историји
- септембар 2002 – отпочело трговање обвезницама Републике Србије
- децембар 2002 – одржана је Прва међународна конференција Београдске берзе
- март 2003 – уведен метод континуираног трговања за обвезнице Републике Србије
- септембар 2003 – започиње обележавање 110 година од оснивања Београдске берзе, отпочела је отварањем Изложбе старих хартија од вредности у Нишу
- септембар 2003 - одржана Друга међународна конференција Београдске берзе и одржано прво јавно представљање Пројекта информационог повезивања берзи југоисточне Европе
- октобар 2003 – отпочела тестирања система даљинског трговања
- март 2004 – систем за даљинско трговање пуштен у рад
- септембар 2004 – Београдска берза примљена је у пуноправно чланство Федерације евро-азијских берзи -
- октобар 2004 – прва трговања акцијама по методу континуираног трговања
- новембар 2004 – одржана Трећа међународна конференција Београдске берзе / Обележена је 110. годишњица Берзе, свечаном Академијом и Изложбом
- децембар 2004 – први пут је објављен BELEXfm, индекс на акције којима се тргује на слободном берзанском тржишту
- фебруар 2005 – Београдска берза постала је придружени члан Федерације европских берзи -
- март 2005 – пуштен је у рад сервис за on-line праћење трговања на берзи – BELEX.info, као и добијање података о трговању путем мобилне телефоније – SMS и WAP сервиси
- мај 2005 – отпочела дистрибуција података путем data feed-a
- октобар 2005 – објављен је индекс BELEX15 – за акције предузећа које се налазе на методу континуираног трговања
- новембар 2005 – одржана је Четврта међународна конференција Београдске берзе „Очување интегритета и ефикасности тржишта капитала“
- јануар 2006 – Лансирана нова унапређена интернет презентација Београдске берзе
- април 2006 – Започети курсеви обуке намењени општој и стручној јавности као и медијима
- април 2006 – Потписан Меморандум о разумевању између Београдске берзе и IFC-а, успостављена сарадња на промовисању и унапређењу нивоа корпоративног управљања у Србији
- септембар 2006 – Лансиран RSS сервис Београдске берзе базиран на интернету
- новембар 2006 – Одржана Пета међународна конференција Београдске берзе под називом "Куда иду Берзе?"
- март 2007 – Потписан Споразум о креирању и коришћењу индекса SRX са Бечком берзом
- април 2007 – Прво објављивање вредности новог индекса Берзе – BELEXline, који је заменио до тада постојећи BELEXfm
- април 2007 – Прво укључење акција на Листинг А
- септембар 2007 – У Београду одржана 13. Годишња скупштина FEAS-а и 14. Спортске игре берзи Централне и источне Европе
- новембар 2007 – Одржана Шеста међународна конференција Београдске берзе "Upgrade in Belgrade"
- децембар 2007 – Потписан Меморандум о партнерству између Београдске, Македонске, Загребачке и Љубљанске берзе
- април 2008 – Пуштен у рад нови информациони систем BELEXFIX, заснован на FIX протоколу
- април 2008 – У Загребу одржан први регионални Roadshow берзи региона, на коме су учествовала и предузећа са српског тржишта капитала
- октобар 2008 – Српске акције укључене у нове Dow Jones STOXX индексе
- новембар 2008 – Одржана Седма међународна конференција Београдске берзе "Upgrade in Belgrade: One Stop – Learn All"
- децембар 2008 – први маркет мејкер на Београдској берзи
- мај 2009 – У Београду одржан трећи регионални Roadshow
- јун 2009 – Српске акције укључене у нове индексе Dow Jones Indexes-а и FEAS-а
- август 2009 – Иновирана и унапређена интернет презентација Београдске берзе
- новембар 2009 – Одржана Осма међународна Конференција Београдске берзе
- јануар 2010 – Брокерско-дилерска друштва и банке постају корисници BELEXFIX API модула
- фебруар 2010 – Објављен први број редизајнираног Билтена Београдске берзе
- јун 2010 – Усвојен и објављен Scorecard корпоративног управљања за акционарска друштва у Србији
- август 2010 – Започето трговање акцијама Нафтне индустрије Србије на Београдској берзи
- новембар 2010 – Девета међународна конференција Београдске берзе
- новембар 2010 – Потписано Писмо о сарадњи о размени података из трговања између берзи из Софије, Скопља и Београда
- новембар 2010 – Додељена прва награда за најбоље односе према инвеститорима на домаћем тржишту капитала
- децембар 2010 – Министри спољних послова Великог Војводства Луксембург, Црне Горе и Републике Србије потписали су Протокол о сарадњи о трансферу система BELEXFIX
- март 2011 – Београдска берза постала члан алијансе Бечке берзе за дистрибуцију података
- април 2011 – Одржан први BELEX Дан листираних компанија
- новембар 2011 – Десета међународна конференција Београдске берзе
- новембар 2012 – Реализовано прво примарно трговање корпоративним обвезницама
- новембар 2012 – Једанаеста међународна конференција Београдске берзе

## Индекси
Општи индекс BELEXline и BELEX15 индекс најликвиднијих акција.